# Osobliwości narodowego wędkarstwa
Osobliwości narodowego wędkarstwa, alternatywny tytuł polski Butelka na haczyku (ros. Особенности национальной рыбалки / Osobiennosti nacjonalnoj rybałki) – rosyjska komedia z 1998 roku w reżyserii Aleksandra Rogożkina. Jest to druga i uważana za najlepszą z serii kultowych komedii o grupie "herbatników", którzy "kulturalnie" odpoczywają na łonie przyrody. Zdjęcia kręcono m.in. w Taipalsaari w Finlandii.

## Obsada
- Aleksiej Bułdakow – generał Iwołgin, Michałycz, emerytowany generał
- Wiktor Byczkow – jager Kuźmicz
- Siemion Strugaczew – Liowa Sołowiejczik, major z wydziału śledczego
- Siergiej Ruskin – Sierioża Olegicz, "nowy Rosjanin", biznesmen
- Siergiej Gusinskij – milicjant Siemionow
- Wasilij Domraczew – prokurator Wasilij, prokurator rejonowy
- Aleksiej Sewastianow – kapitan kutra rakietowego
- Andriej Kraśko – Witiok, kapitan miniaturowej łodzi podwodnej
- Ville Haapsalo – Raimo, fiński dziennikarz

## Opis fabuły
Starzy koledzy z Osobliwości narodowego polowania (1995) wyruszają na ryby do nowej daczy Kuźmicza położoną nad północnym Bałtykiem. "Zaprawiają" już przed wypłynięciem kutra, tak, że zmyliwszy kurs trafiają na daczę w Finlandii. Na drugi dzień, podczas nieskutecznej wyprawy do sklepu po "chlebuś", Liowa i Kuźmicz orientują się, że są w Finlandii. Niepewni reakcji na nielegalne przekroczenie granicy, Kuźmicz, Liowa i Sierioża usypiają generała za pomocą 7 tabletek nasennych (mniejsza dawka nie działała). Jednak Michałycz zasypia dopiero podczas przejażdżki na skuterze wodnym, co rodzi dodatkowe komplikacje. Uciekając w popłochu, zostawiają w szopie 15 skrzynek wódki "Żniwo" (16. zdążyli już wypić) i zamkniętą przez prokuratora na kłódkę w innej szopie pulchną Finkę w średnim wieku. Po drodze Sierioża wypada za burtę. Siedząc na palu pośrodku wód, Sierioża odbiera telefon od żony, która bez jego wiedzy pojechała na urlop na Cypr. Liowa i Kużmicz wracają po Sieriożę, po czym zostają zatrzymani przez kuter rosyjskiej straży granicznej, na pokładzie którego milicjant Siemionow, zaniepokojony wyruszył na ich poszukiwanie. Wracają do daczy Kuźmicza, wyraźnie nie w sosie z powodu pozostawionych w Finlandii 15 skrzynek wódki. Sytuację ratuje Siemionow, który wyciąga na stół dwie flaszki. Generał śpi dalej, budzi się tylko po to, aby wznieść kolejny "soczysty" toast. Wreszcie wyruszają w 2 łodzie na ryby, ale na łodzi Liowy i Sierioży ma miejsce "wypadek". Prokurator, nowicjusz wędkarstwa, wbija sobie haczyk z robalem w kciuk i cała trójka w panice szuka pomocy medycznej. Pielęgniarka na widok robaka mdleje, zaś operację obcięcia haczyka za pomocą "sterylnych" kombinerek przeprowadza miejscowy elektryk. Jest kolejna okazja do wypicia i toastów. Po nieudanej wyprawie na ryby generał zarządza lepienie pielmieni. Przerażony perspektywą wielodniowej produkcji pielmieni, Siemionow załatwia zrzut mrożonych "ravioli" z helikoptera. Generał jest zniesmaczony takim obrotem sprawy. Pozostawiona w Finlandii wódka nie daje spokoju Kuźmiczowi, Liowie i Sierioży. Wyposażeni w płynne "rekwizyty" ruszają do bazy Rosyjskiej Floty Bałtyckiej prosić o pomoc kapitana kutra rakietowego. Kapitan wyzywa ich od "mazutów" i odmawia naruszenia granicy państwowej do chwili, kiedy zostaje ujawniona ilość pozostawionej wódki. Proponuje wyprawę po pozostawione "dobro" za pomocą miniaturowej łodzi podwodnej. "Rekwizyty" zostały opróżnione i "mazuty" niechcący pozostają na pokładzie, mimo ogłoszonego stanu gotowości bojowej i rozpoczęcia manewrów z ostrym strzelaniem. Skacowany Sierioża, poszukując wody do picia, odpala przypadkowo 2 rakiety. Kapitan chce popełnić samobójstwo. Jednak odbiera telefon od dowódcy floty o skutecznym trafieniu wyznaczonych celów i awansie. Jest okazja do opróżnienia wielkiej karafy z wódą. W tym czasie prokurator, oglądając przypadkowo fińską telewizję, rozpoznaje szopę, w której zamknął pulchną Finkę. Prosi Siemionowa o pomoc w jej uwolnieniu. Siemionow telefonuje do znajomego z "Osobliwości narodowego polowania" fińskiego dziennikarza Raimo z prośbą o uwolnienie Finki z szopy. Kapitan kutra poznaje Liowę, Kuźmicza i Sieriożę z Witkiem, kapitanem miniaturowej łodzi podwodnej. Podczas odzyskiwania wódki zostają przyłapani przez fińskich policjantów, którzy przywiązują linę do wystającego peryskopu, a drugi koniec liny do pomostu. Pomost zostaje zerwany i łódź rusza ciągnąc za sobą pływający pomost z Raimo siedzącym przy stoliczku pod parasolem. Niestety nadmierne obciążenie powoduje przyśpieszone spalanie paliwa i Witiok wydaje polecenie wlewania odzyskanej wódki do baku. W rezultacie cała odzyskana wódka zostaje spalona w silniku łodzi podwodnej.
Pozostawieni na daczy prokurator i milicjant biorą się za kłusownictwo i próbują nałapać ryb za pomocą dynamitu. Tak udanie, że zatapiają kuter Kuźmicza i unoszą się na powierzchni przytrzymując się unoszącej się miny morskiej. Podczas próby wydobycia kutra z pomocą nurków marynarki wojennej zamiast kutra zostaje wydobyta skrzynka z koniakiem z czasów kampanii napoleońskiej. Film kończy się imprezą na holowanym za kutrem pomostem, gdzie bohaterowie filmu
wraz z ubranymi w galowe mundury oficerami marynarki wypijają znaleziony 200-letni koniak, za który mogliby zapewne kupić sobie morze alkoholu. I tak choć wędkowania było tyle, co kot napłakał, wszyscy uznają całą imprezę za wyjątkowo udaną.